# Акаржинское восстание
Акаржинское восстание 1919 года — вооруженное выступление против большевиков 21 июля — 12 августа 1919 года  в Грос-Либентальской волости Одесского уезда Херсонской губернии, в котором участвовали немцы-колонисты, украинцы, болгары и русские-староверы.

## Причины и повод к восстанию
Вызванное политикой военного коммунизма — продразвёрсткой, изъятием имущества и ценностей, лишением гражданских и избирательных прав состоятельного населения, репрессиями против священников и большинства землевладельцев и принудительной мобилизацией в Красную Армию. Активными проводниками политики большевиков в немецких колониях были немецкие и австро-венгерские пленные — члены коммунистической группы «Спартак», а также «Революционного комитета немецких коммунистов», входивший в немецкую секцию КП(б)У. Наступление армии генерала А. И. Деникина (летом 1919) подтолкнул колонистов к организованному выступлению, участниками которого в общей сложности было от 12 до 20 тысяч мужчин.
Поводом к восстанию в Большой Акарже (Грослибентали) стало недовольство действиями местных властей. Ещё 10 июля крестьяне разоружили здесь отряд красногвардейцев и переизбрали волостного старшину, другие стычки по селам имели место с середины июня.
20 июля в Грослибенталь прибыл отряд из 21 красноармейца во главе с Сираком, который должен был провести перевыборы и изъять оружие (по другим данным, 26 июля в колонию ворвался отряд спартаковцев в составе 16 человек). Начались обыски, сопровождаемые грабежами.

## События собственно восстания
Обиженные колонисты во главе с волостным старшиной И. Лауэром, перебили отряд. Для подавления выступления из Овидиополя был направлен бронепоезд с красноармейцами-китайцами. Но повстанцы, разобрав колею, блокировали его и захватили. Для организации обороны во всех немецких колониях края и в некоторых украинских и болгарских селах образовывали так называемые «Советы 10» (в Грослибентальскую вошли И.А. Г. Церр, Х. Х. Эслингер, И. Я. Бэк, Э. Г. Каст и др.). В колонии Нейбург комендантом стал Иоанн Иоганневич Шехтерле, руководство взял Вильгельм Генрихович Герц. В Овидиополе восстание возглавили С. С. Шкульский, Г. В. Белоциценко, М. А. и И. Мочарские, И. Собко, И. С. Шкульский, С. Чебан и т. д. Двое последних обращались за поддержкой к румынам, но получили отказ. Овидиопольцы расставляли заградительные посты на дорогах и не пропускали в село большевиков.
В повстанческий комитет Роксолан вошли А. М. и И. Ф. Кривченко, П. К. Чумаченко, Д. Р. и Т. П. Свекла, Е.В. Я. Фурман, В. Багаченко, П. Ткач, а на площади 50 крестьян записалось в отряд, возглавляемый А. Ф. Гоменюк. Немцы предложили оружие, но роксолановцы имели собственное. Захватив Овидиополь, Роксоланы и другие села, повстанцы блокировали Одессу с юга и запада, а также пересекли железную дорогу Одесса-Киев. Общее руководство отрядами восставших взяли на себя военные — генералы А. Я. Шелл и Фольк, полковники Гнилорыбов, Бруслер, Ломакин, офицер Готлиб Хассель и т. д.
Направленный из Одессы большевистский карательный отряд (300—400 чел., командир Е. И. Чикваная) натолкнулся на яростное сопротивление у Татарки.
В ходе боев 31.07-02.08 в живых осталось 75 бойцов. Среди погибших оказался комендант Одессы П. П. Мизикевич, плененный в Люстдорфе. Восстание расширялось, разгоралось, перекидывалось на другие села Одесского и Тираспольского уездов. Были прекращены сбор продразверстки, сорвана мобилизация в Красную Армию, а с уже сложившихся частей началось дезертирство.
На подавление восстания командование Южного фронта бросило подразделения 45, 47 и 58 СД, «Красную роту» из евреев и китайцев во главе с Г. В. Красным, а также отряды рабочих Одессы, возглавляемых А. А. Трофимовым, А. Хворостиным, Б. Гумпертом, М. Стрембицким.
02-03 августа большому отряду красных с артиллерией и бронепоездом удалось разбить восставших в районе Татарки и Болгарских хуторов и подойти к Большой Акарже. По неполным данным историка А. Айсфельда в ходе боев и расстрелов 05-06 августа погибло 20 жителей, в том числе один из руководителей — Якоб Горх, а в Клейнлибентале — 22 колониста. Подавление восстания в других селах края продолжалось до 10 августа, а в северных районах — до 12 августа, причем потери там были больше: в Зельце  — 87, Вормсе  — 12 погибших.
Оттягивание значительных сил Красной Армии на борьбу с повстанцами явилось одной из причин удачного наступления войск генерала А. И. Деникин на побережье Чёрного моря.
10 августа 1919 года большевики должны были уйти из Одессы (десант на Сухом лимане). Это поражение красных наконец-то прекратило их массовые грабежи и репрессии в селах (особенно в Гросслибентале), а в некоторые из них они так и не попали. Часть восставших немцев в составе Одесского отряда принимала участие в Бредовском походе и эвакуировалась в Крым.
Сказалось восстание в репрессиях 1937 — 1938, когда его участников, не сбежавших за границу и получивших амнистию в 1920-х годах, снова начали арестовывать.